# Anthony Ireri Mukobo
Anthony Ireri Mukobo IMC (ur. 23 września 1949 w Mufu) – kenijski duchowny katolicki, wikariusz apostolski Isiolo w latach 2006–2023, biskup diecezjalny Isiolo  w latach 2023-2024

## Życiorys
Święcenia kapłańskie przyjął 5 stycznia 1980 w Zgromadzeniu Misjonarzy Matki Bożej Pocieszenia.

### Episkopat
22 grudnia 1999 roku został mianowany przez papieża Jana Pawła II biskupem pomocniczym archidiecezji Nairobi ze stolicą tytularną Rusguniae. Sakry biskupiej udzielił mu 18 marca 2000 ówczesny prefekt Kongregacji ds. Ewangelizacji Narodów, kard. Jozef Tomko.
25 stycznia 2006 został mianowany przez Benedykta XVI wikariuszem apostolskim Isiolo. 15 lutego 2023 papież Franciszek wyniósł wikariat do rangi diecezji i mianował Mukobo jej biskupem diecezjalnym.
28 września 2024 ten sam papież przyjął jego rezygnację z urzędu biskupa diecezjalnego Isolo. 